# Enrico La Loggia (1947)
Enrico La Loggia (Agrigento, 25 febbraio 1947) è un politico italiano, ministro per gli affari regionali dall'11 giugno 2001 al 17 maggio 2006 nel secondo e terzo governo Berlusconi.

## Biografia
Enrico La Loggia nasce il 25 febbraio 1947 ad Agrigento, figlio di Concetta Maria Sciascia e del politico democristiano Giuseppe, presidente della regione siciliana dal 1956 al 1958 e deputato dal 1968 al 1983 per 4 legislature, chiamato così come il suo omonimo nonno, massone ed anch'egli politico, deputato del Regno d'Italia dal 1919 al 1925 e autore dell'articolo 38, meglio noto come "Fondo di solidarietà nazionale" dello Statuto Siciliano.

### Attività professionale
Ha studiato al Gonzaga e si è laureato, con lode, in Giurisprudenza presso l'Università degli Studi di Palermo.
Abilitatosi alla professione di avvocato, è stato professore associato di contabilità di Stato presso l'Università degli Studi di Palermo fino al 2011.
Precedentemente era stato professore incaricato di diritto costituzionale e di diritto amministrativo presso la facoltà di economia e commercio dell'ateneo palermitano.

### Attività politica
La sua attività politica inizia nel 1985, quando alle elezioni amministrative di quell'anno si candida al consiglio comunale di Palermo, dove viene eletto tra le liste della Democrazia Cristiana (DC) e diventa il vice-capogruppo della DC. Successivamente viene chiamato a ricoprire il ruolo di presidente della Commissione per la riforma del regolamento consiliare.
Nel 1987 viene nominato assessore alla cultura, carica che ricopre fino al 1989. Dal 1989 al 1990 ricopre la carica di assessore al Patrimonio.
Nello stesso 1990, con le nuove consultazioni elettorali, viene rieletto consigliere comunale e ricopre dapprima la carica di presidente della Commissione Bilancio. Dal 1991 al giugno del 1992, invece, ricopre la carica di assessore alla polizia urbana e annona. È anche presidente della Commissione per la stesura dello statuto del Comune di Palermo dal 1992 al 1993.
Con la discesa in campo nella politica di Silvio Berlusconi, è stato sin dal momento della sua fondazione esponente di Forza Italia, con cui alle elezioni politiche del 1994 viene eletto senatore nel collegio di Capaci per tre mandati consecutivi, nominato per due legislature capogruppo di Forza Italia al Senato. Nel 1994 per breve periodo è vice-capogruppo di Forza Italia al Senato.
È stato membro del Consiglio d'Europa - UEO, dell'Unione Interparlamentare, è presidente del Comitato Atlantico Italiano.
È stato ministro per gli affari regionali nei governi Berlusconi II e III. In tal veste ha presieduto le Conferenze Stato-Regioni ed Unificata, sedi istituzionali di confronto fra il governo centrale e le autonomie regionali e locali.
In seguito alle elezioni politiche del 2006 è stato eletto deputato per la lista di Forza Italia in Molise e Trentino-Alto Adige. È componente della I Commissione, Affari Costituzionali, della Camera dei deputati e vice presidente del gruppo di Forza Italia alla Camera.
Alle elezioni politiche del 2008 è stato ricandidato alla Camera, tra le liste del Popolo della Libertà nella circoscrizione Sicilia 1, e rieletto deputato.
Il 27 gennaio 2010 viene nominato dai presidenti delle Camere, Renato Schifani e Gianfranco Fini, presidente della Commissione parlamentare per l'attuazione del Federalismo Fiscale.
Non viene più ricandidato alle elezioni politiche del 2013, cessando ogni attività parlamentare.

## Vita privata
È sposato e ha tre figli: Giuseppe, Tina e Francesco, ed è anche cognato di Attilio Ruffini, anch'egli politico democristiano, più volte deputato e ministro, e di conseguenza zio del giornalista Paolo Ruffini e dell’avvocato Ernesto Maria Ruffini, direttore dell'Agenzia delle entrate.

## Aspetti controversi
Verso la fine degli anni settanta è stato socio della società di brokeraggio assicurativo "Sicula Brokers", società sciolta di lì a poco. Tra i soci di questa società, vi erano Renato Schifani, Benny D'Agostino, Giuseppe Lombardo e Nino Mandalà. Quasi vent'anni dopo, Benny D'Agostino nel 1997 fu arrestato con l'accusa di concorso esterno in associazione mafiosa e successivamente condannato; Mandalà fu arrestato nel 1998 e successivamente condannato a 8 anni per associazione mafiosa. In ogni modo a La Loggia non è stata mai mossa alcuna accusa di collusione con la mafia.